# Vacqueriette-Erquières
Vacqueriette-Erquières é uma comuna francesa na região administrativa de Altos da França, no departamento de Pas-de-Calais. Estende-se por uma área de 5,94 km². Em 2010 a comuna tinha 254 habitantes (densidade: 42,8 hab./km²).